# (233) Astérope
Pour les articles homonymes, voir Astérope.
(233) Astérope est un astéroïde de la ceinture principale découvert par A. Borrelly le 11 mai 1883 à Marseille. L'astéroïde fut nommé d'après l'une des sept pléiades de la mythologie grecque Astérope. 
(233) Astérope est un Astéroïde de type T et sa surface est noire. Son spectre ressemble à celui du troïlite. 
En 1995, l'étude de la photométrie de l'astéroïde a permis de montrer que sa période de rotation était de 19,743 heures. Les mesures effectuées par le satellite IRAS ont également permis de déterminer que son diamètre était de 109,56 ± 5,04 km tandis que son Albédo géométrique était de 0,10 ± 0,01.

## Compléments